# Goodwill Games de 1990
Navigation
Édition précédente Édition suivante
Les Goodwill Games de 1990 sont la deuxième édition des Goodwill Games, une compétition multisports internationale créée par Ted Turner, qui s'est tenue du 20 juillet au 5 août 1990. Après une édition inaugurale à Moscou, les deuxièmes Jeux ont lieu à Seattle, aux États-Unis, soulignant le rôle de la compétition dans la promotion de bonnes relations américano-soviétiques. Les Jeux s'ouvrent au Husky Stadium de l'Université de Washington avec des discours de l'ancien président américain Ronald Reagan et d'Arnold Schwarzenegger ainsi que des prestations des Moody Blues et de Gorky Park. Les trois premières nations du tableau des médailles sont les mêmes que celles de l'édition précédente : l'Union soviétique remporte 66 médailles d'or et un total de 188 médailles, les États-Unis se classent en deuxième position avec 60 médailles d'or et 161 médailles au total, tandis que l'Allemagne de l'Est est loin derrière avec 11 médailles d'or.

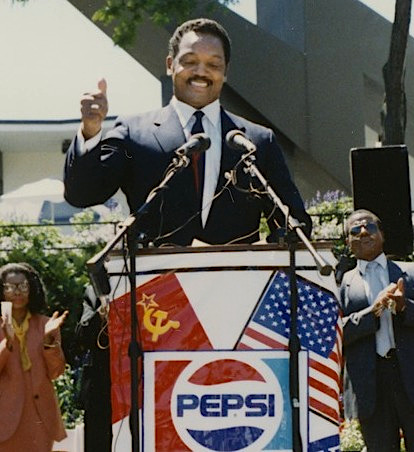
Le Démocrate Jesse Jackson prononçant un discours le 20 juillet 1990.

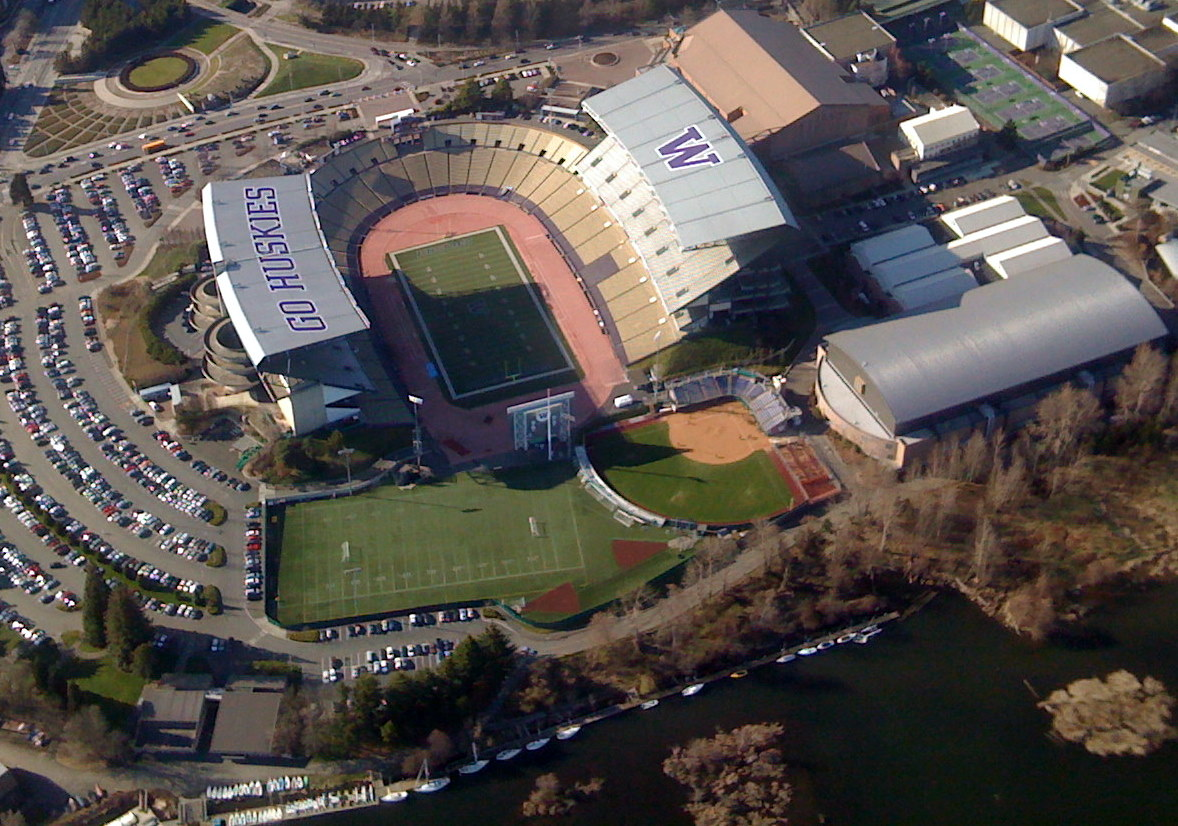
Un Husky Stadium rénové accueille la cérémonie d'ouverture des deuxièmes Jeux.

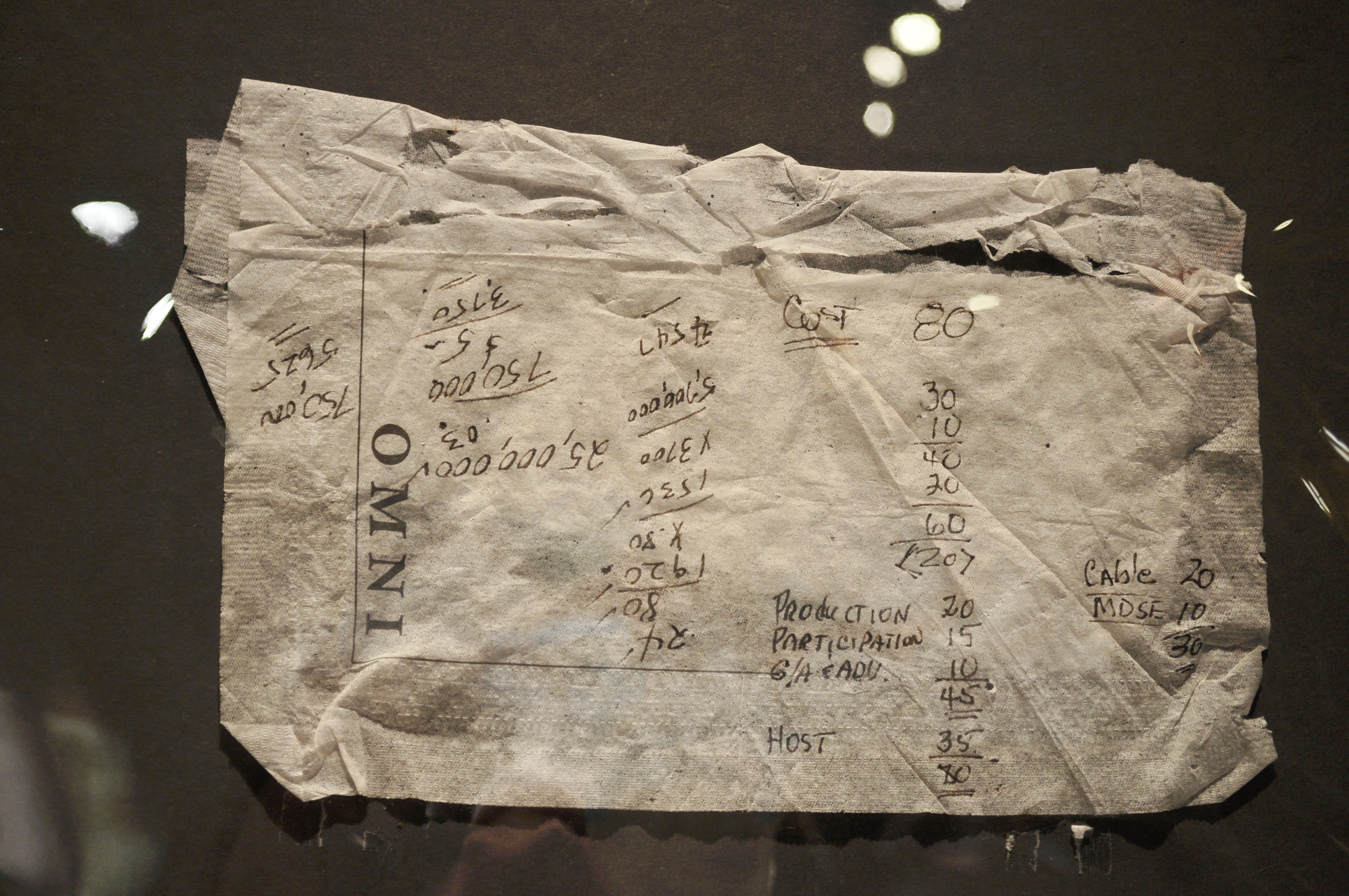
La serviette sur laquelle les modalités financières préliminaires des Jeux ont été esquissées.

La devise des jeux était « United the World's Best »  (Unir le meilleur du monde). 2 312 athlètes de 54 pays participent à ces Jeux qui ont un programme sur 17 jours de 21 sports. Le contingent d'athlètes de chaque pays ne défile pas séparément lors de la cérémonie d'ouverture, tous les athlètes étant entrés dans le stade en une seule grande messe, mettant ainsi l'accent sur le thème de l'unité internationale. En raison de la taille du programme sportif, certains événements ont lieu dans d'autres villes de l'État de Washington, notamment Tacoma, Spokane et la région des Tri-Cities.  Un certain nombre de sites de la région sont construits ou rénovés pour les Jeux : Federal Way obtient un site aquatique (King County Aquatic Center) grâce aux Jeux, tandis que Seattle acquiert une nouvelle piste pour le Husky Stadium et un nouveau revêtement de sol pour le pavillon Edmundson. La Space Needle  de Seattle se voit poser une grande médaille d'or spécialement construite autour de la structure pendant les Jeux.
Le concours présente un aspect culturel important par rapport à l'édition précédente. Environ 1 400 athlètes soviétiques sont aux États-Unis et résident chez des familles d'accueil à Seattle.  Les cosmonautes soviétiques visitent les écoles de la ville et le cirque d'État de Moscou donne un certain nombre de représentations. Un Festival artistique des Goodwill Games a lieu en parallèle de l'événement sportif - 1 300 artistes prennent part au festival, qui comprenait une performance Ballet du Bolchoï, une exposition de musée sur l'histoire soviétique, et une représentation théâtrale à 2 million de dollars de Guerre et Paix de Léon Tolstoï.  À l'instar des Goodwill Games de 1986, l'édition de 1990 de l'événement n'est pas  un succès financier et Ted Turner perd personnellement 44 millions de dollars.
Deux records du monde sont battus pendant les Jeux : le record du 200 mètres brasse est dépassé par les trois médaillés de la course, l'Américain Mike Barrowman améliorant le record à 2 min 11 s 53. L'athlète soviétique Nadezhda Ryashkina bat le record du monde du 10 kilomètres marche en 41 min 56 s 21.

## Désignation de la ville organisatrice
Seattle se voit attribuer les Goodwill Games de 1990 par Turner le 6 juin 1986, au détriment de New York, Philadelphie, Chicago et Atlanta.

## Sports
- Athlétisme (détails)
- Aviron
- Baseball
- Basket-ball
- Boxe
- Cyclisme
- Gymnastique
- Haltérophilie
- Handball (détails)
- Hockey sur glace
- Lutte
- Judo
- Natation
- Natation synchronisée
- Patinage artistique
- Pentathlon moderne
- Plongeon
- Volley-ball
- Water-polo

## Lieux
Bien que les Jeux se déroulent essentiellement à Seattle, des épreuves ont eu lieu dans des lieux de l'État de Washington :
- Stade Cheney (baseball) [5] à Tacoma
- Enumclaw Fair Grounds (épreuves équestres du pentathlon moderne) à Enumclaw, Washington
- Pavillon Hec Edmundson (volley-ball) [1] à Seattle
- Stade Husky (athlétisme)  à Seattle
- Centre aquatique du comté de Weyerhaeuser King (plongeon, natation, natation synchronisée, water-polo) dans Federal Way
- Seattle Center Coliseum (basket-ball) à Seattle
- Spokane Coliseum (haltérophilie, gymnastique rythmique, volley-ball) [6] à Spokane
- Tacoma Dome (patinage artistique, gymnastique, finale de hockey sur glace)  [7] à Tacoma
- Tri-Cities Coliseum (hockey sur glace, patinage artistique) [8] à Kennewick
- Mount Baker Rowing and Sailing Center, Lac Washington (aviron)

## Tableau des médailles

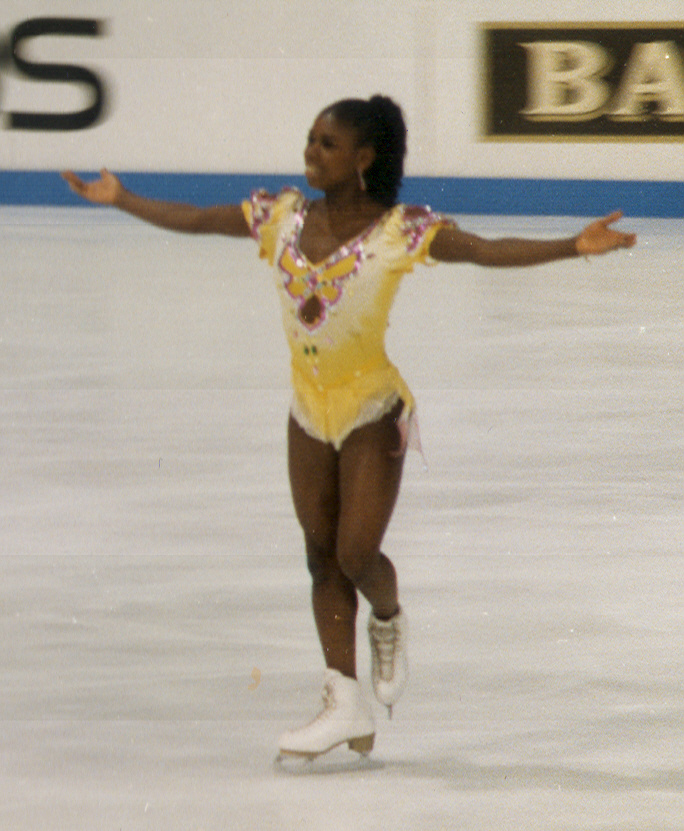
La patineuse Surya Bonaly (ici en 1992) remporte la seule médaille de la France.

- Nation organisatrice

| Rang  | Nation                      | Or  | Argent | Bronze | Total |
| ----- | --------------------------- | --- | ------ | ------ | ----- |
| 1     | Union soviétique            | 66  | 68     | 54     | 188   |
| 2     | États-Unis                  | 60  | 53     | 48     | 161   |
| 3     | Allemagne de l'Est          | 11  | 8      | 24     | 43    |
| 4     | Bulgarie                    | 8   | 7      | 9      | 24    |
| 5     | Chine                       | 6   | 7      | 3      | 16    |
| 6     | Cuba                        | 6   | 4      | 3      | 13    |
| 7     | Allemagne de l'Ouest        | 4   | 3      | 8      | 15    |
| 8     | Canada                      | 4   | 1      | 6      | 11    |
| 9     | Pologne                     | 4   | 1      | 0      | 5     |
| 10    | Corée du Sud                | 3   | 2      | 2      | 7     |
| 10    | Espagne                     | 3   | 2      | 2      | 7     |
| 12    | Roumanie                    | 2   | 4      | 2      | 8     |
| 13    | Japon                       | 2   | 3      | 10     | 15    |
| 14    | Italie                      | 2   | 2      | 1      | 5     |
| 15    | Yougoslavie                 | 2   | 1      | 0      | 3     |
| 16    | Hongrie                     | 1   | 1      | 5      | 7     |
| 16    | Pays-Bas                    | 1   | 1      | 5      | 7     |
| 18    | Jamaïque                    | 1   | 1      | 2      | 4     |
| 19    | Danemark                    | 1   | 1      | 1      | 3     |
| 20    | Mongolie                    | 1   | 1      | 0      | 2     |
| 21    | Tchécoslovaquie             | 1   | 0      | 0      | 1     |
| 21    | Mexique                     | 1   | 0      | 0      | 1     |
| 21    | Maroc                       | 1   | 0      | 0      | 1     |
| 21    | Suriname                    | 1   | 0      | 0      | 1     |
| 25    | Australie                   | 0   | 4      | 3      | 7     |
| 26    | Grande-Bretagne             | 0   | 2      | 2      | 4     |
| 27    | Turquie                     | 0   | 2      | 1      | 3     |
| 28    | Éthiopie                    | 0   | 2      | 0      | 2     |
| 28    | Nouvelle-Zélande            | 0   | 2      | 0      | 2     |
| 30    | Brésil                      | 0   | 1      | 6      | 7     |
| 31    | Kenya                       | 0   | 1      | 1      | 2     |
| 32    | Bahamas                     | 0   | 1      | 0      | 1     |
| 33    | France                      | 0   | 0      | 1      | 1     |
| 33    | Irlande                     | 0   | 0      | 1      | 1     |
| 33    | Suède                       | 0   | 0      | 1      | 1     |
| 33    | Îles Vierges des États-Unis | 0   | 0      | 1      | 1     |
| Total | Total                       | 192 | 186    | 202    | 580   |

## Nations participantes
Au total, 54 nations sont représentées aux Jeux de 1990 avec un total de 2 312 athlètes. Cependant, environ 3 500 athlètes avaient reçu une invitation et la fréquentation est nette baisse par rapport à l'édition inaugurale.
- Allemagne de l'Est
- Allemagne de l'Ouest
- Australie
- Bahamas
- Brésil
- Bulgarie
- Canada
- Chine
- Colombie
- Corée du Nord
- Corée du Sud
- Côte d'Ivoire
- Cuba
- Danemark
- Djibouti
- Égypte
- Espagne
- États-Unis
- Éthiopie
- France
- Grande-Bretagne
- Hongrie
- Îles Vierges des États-Unis
- Irlande
- Islande
- Italie
- Jamaïque
- Japon
- Kenya
- Maroc
- Mexique
- Mongolie
- Nouvelle-Zélande
- Niger
- Nigeria
- Norvège
- Oman
- Pays-Bas
- Pérou
- Pologne
- Portugal
- Porto Rico
- Roumanie
- Somalie
- Suriname
- Suède
- Suisse
- Taïwan
- Tanzanie
- Tchécoslovaquie
- Turquie
- Union soviétique
- Venezuela
- Yougoslavie